# Berkel
Der 114,6 km lange Fluss Berkel ist ein Nebenfluss der IJssel. Sein Ober- und Mittellauf liegt im Münsterland in Deutschland, der Unterlauf in den Niederlanden.

## Name
Der Fluss tritt 1322 erstmals urkundlich in Erscheinung (bercla). Bei dem Namen handelt es sich um eine l-Ableitung von germanisch *berkō für 'Birke'.

## Geographie

### Verlauf
Die Berkel entspringt in einer Einsattelung der Baumberge zwischen Nottuln und Billerbeck, rund 22 km westlich von Münster. Nahe der Quelle verläuft die Baumberge-Wasserscheide. Andere Wasserläufe, deren Quellen in der Nähe liegen, fließen dadurch auf völlig unterschiedlichen Wegen zur See.
Die Berkel erreicht, zunächst nordwestwärts fließend, nach gut zwei Kilometern den Stadtrand von Billerbeck, wo sie an der Einmündung eines Trockentals durch eine starke Quelle verstärkt wird, die ebenfalls als Berkelquelle bezeichnet wird. Ihr Tal weitet sich noch innerhalb der Baumberge zu einer weiten Niederung. Bei Coesfeld tritt sie in die Talsandebenen der westlichen Münsterländer Bucht aus und passiert dann in westlicher Richtung fließend die jeweils rund 10 Kilometer voneinander entfernt liegenden Städte Gescher, Stadtlohn und Vreden. Hinter Vreden mündet der Ölbach in die Berkel.
Von der Quelle bis Vreden ist die Berkelaue auf einer Länge von rund 40 km als Schutzgebiet im Sinne der FFH-Richtlinie (Natura 2000-Nr. DE-4008-301) ausgewiesen.
Die Berkel erreicht kurz hinter Vreden niederländisches Gebiet. Für wenige hundert Meter bildet sie die Staatsgrenze zu den Niederlanden. Die Berkel fließt über Eibergen, Borculo, Lochem und Almen weiter nach Zutphen, wo sie nach 114,6 km in die IJssel mündet. Ab Borculo zweigen Wasserläufe von ihr ab, die zunächst den Twentekanal speisen, bevor das abgezweigte Wasser auf anderem Wege die IJssel erreicht. Zu diesen Nebenarmen der Berkel zählt der Bolksbeek, der über einen längeren Abschnitt die Grenze zwischen den niederländischen Provinzen Gelderland und Overijssel darstellt. Hinter dem Twentekanal wurde ein etwas 1,5 km langer Abschnitt des Bolksbeeks zugeschüttet. Der weitere Verlauf des Bolksbeeks wird heute aus dem Schipbeek gespeist, in den der Bolksbeek auch mündet.

### Städte am Fluss
Deutschland:
- Billerbeck
- Coesfeld
- Gescher
- Stadtlohn
- Vreden

Niederlande:
- Eibergen
- Borculo
- Lochem
- Zutphen

## Geschichtliche Ereignisse und Nutzung

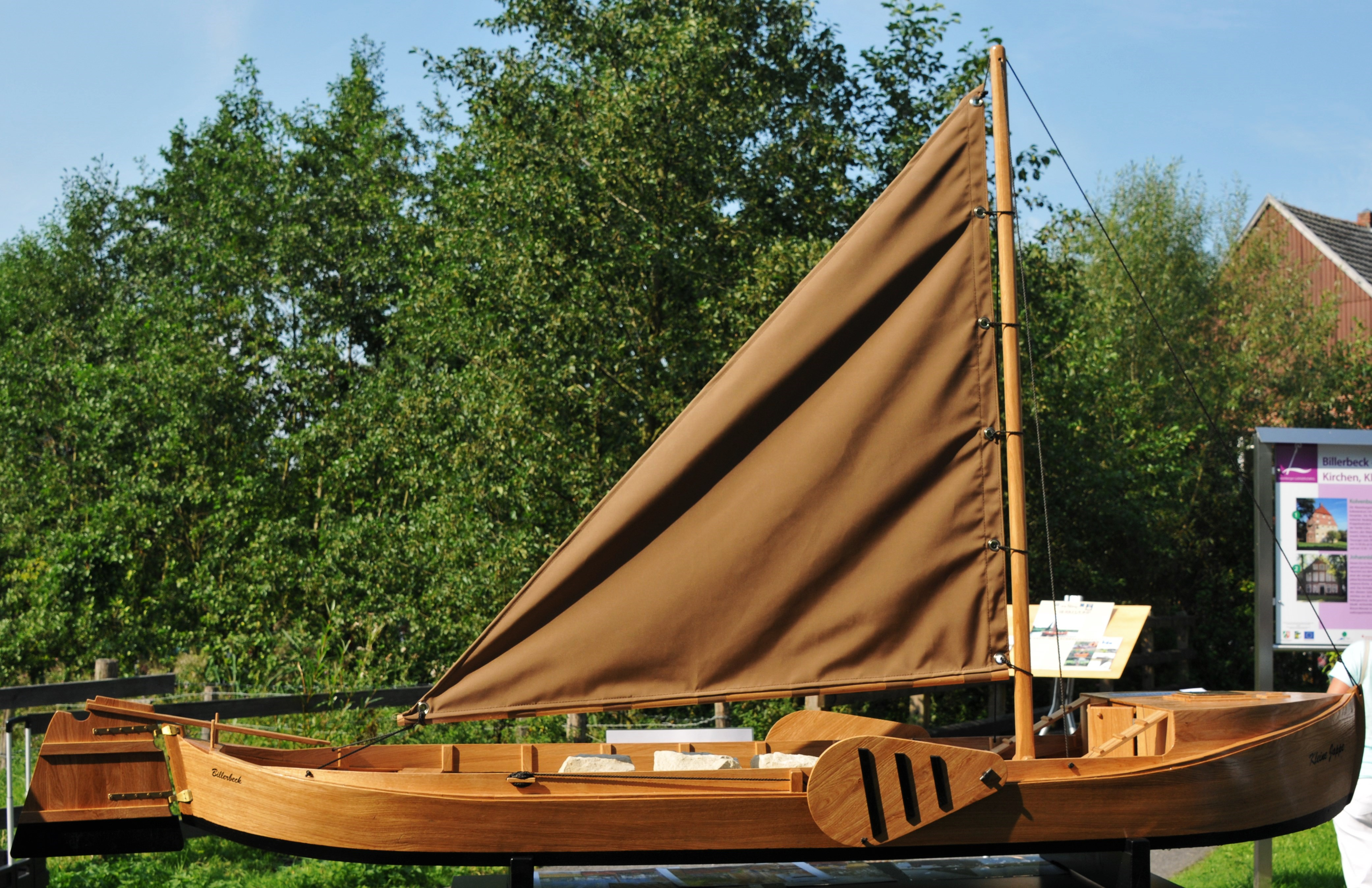
Modell eines Berkelzomp

Militärisch erlangte die Berkel im Dreißigjährigen Krieg durch die Schlacht bei Stadtlohn Bedeutung: 1623 zog Christian von Braunschweig mit seinem protestantischen Heer aus Göttingen kommend Richtung Niederlande. Verfolgt wurde er von Johann Graf von Tilly, einem Befehlshaber der katholischen Liga.
Am 6. August erreichten beide Heere bei Stadtlohn die Berkel. Da Christian keine Zeit mehr für ein geordnetes Übersetzen hatte, sah er sich gezwungen, sein Heer zum Kampf aufzustellen, um dem Tross das Übersetzen zu ermöglichen. Nachdem Tilly jedoch die Reihen Christians durchbrechen konnte, kam es zum Chaos, da der Tross die Brücken verstopfte und ein geordneter Rückzug nicht mehr möglich war. So endete die Schlacht in einem Gemetzel, bei dem bis zu 10.000 Soldaten ihr Leben ließen und Christians Heer vollständig aufgerieben wurde.
Noch bis 1774 war die Berkel ab Coesfeld schiffbar, um Sandstein aus den Baumbergen zu transportieren. Aufgrund des meist niedrigen Wasserstands wurden Plattbodenschiffe (Zompen) eingesetzt.
Im deutschen Abschnitt hat die Berkel ein deutlich höheres Gefälle als im niederländischen, so dass hier Wasserkraft nutzbar ist; etwa in Coesfeld durch die Neue Mühle (Getreidemühle), die Kolver Mühle und Mühle Hautmann, in Gescher durch die Mühle Tungerloh sowie Alfers Mühle, in Stadtlohn durch die Stadtmühle und in Vreden durch ein Elektrizitätswerk (ehemals Wassermühle).

## Tourismus

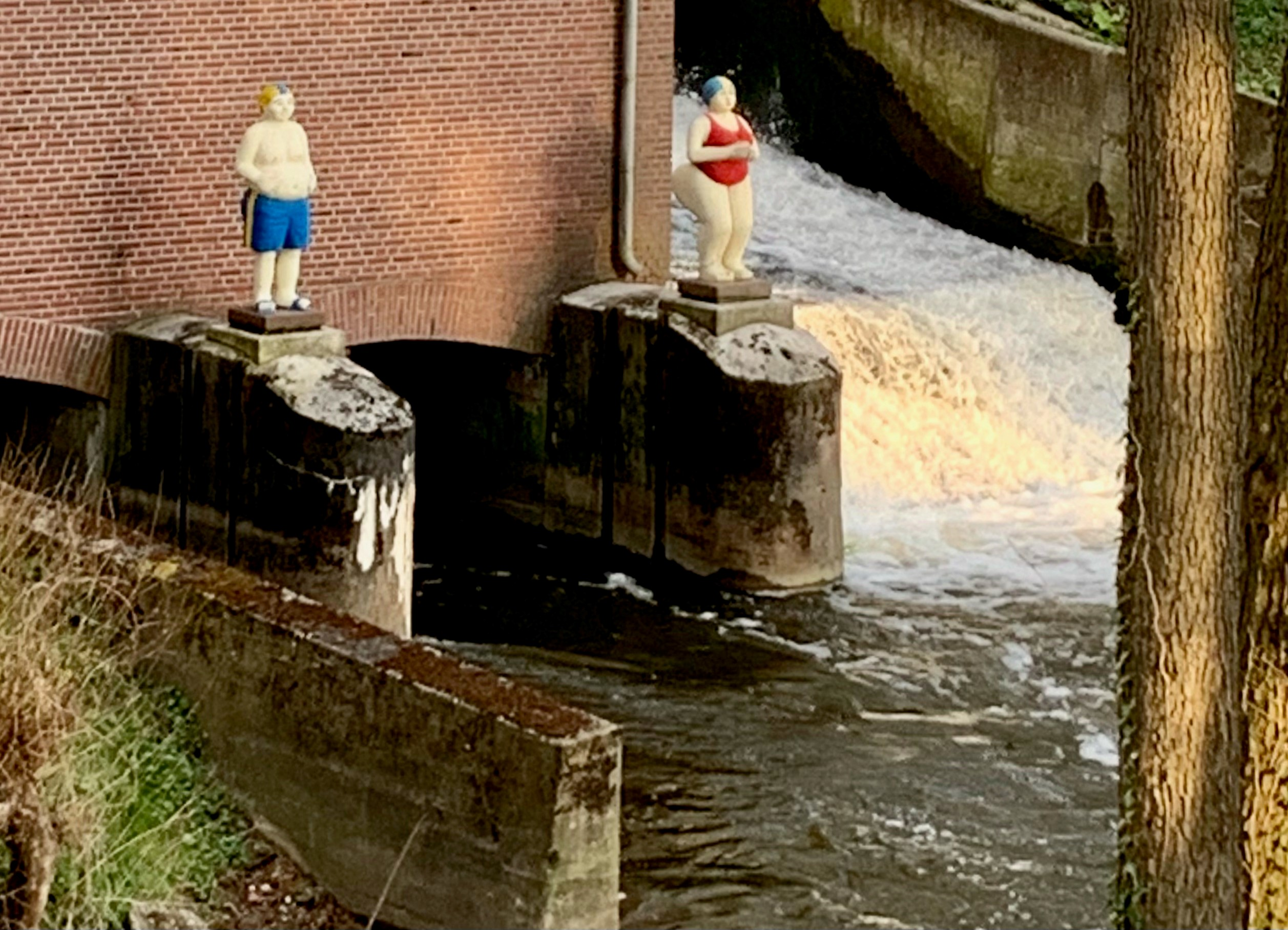
Die Badende (rechts) in Vreden

Seit einiger Zeit rückt die Berkel als verbindendes Element verstärkt in den Fokus. Die Zusammenarbeit der deutschen Berkelgemeinden gipfelte im ersten Berkelaktionstag, der am 11. September 2016 stattfand. 2017 fand der Aktionstag am 23. Juli grenzüberschreitend unter Beteiligung der niederländischen Gemeinden statt. Beiderseits der Grenze wurde in allen Berkelgemeinden eine von Winfried Nimphius geschaffene, lebensgroße Skulptur mit dem Titel Die Badende am Fluss aufgestellt. Damit verfügt die Berkel von der Quelle bis zur Mündung über eine einheitliche identitätsstiftende Figur. In Vreden wird die „Die Badende“ begleitet von der Skulptur „Der Badende“ des gleichen Künstlers.
2011 wurde der als berkelroute bezeichnete Radweg eröffnet, der in Flussnähe von Billerbeck nach Zutphen führt. Die berkelroute ist Teil eines grenzüberschreitenden Radwanderwegnetzes, zu dem auch aa-, slinge- und ijsselroute gehören. Die Radwege bieten sechs Rundfahrten und können untereinander kombiniert werden.
In einigen niederländischen Orten, beispielsweise in Eibergen und Zutphen, werden Bootsfahrten auf der Berkel angeboten.

## Wasserqualität
Im März 2019 wurden vom VSR-Gewässerschutz e. V. erhöhte Nitratwerte in der Berkel festgestellt. Alle Messpunkte des Vereins wiesen mehr als 29 mg/l Nitrat auf. Der höchste Messwert lag bei 56,9 mg/l Nitrat, gemessen an der Berkel-Quelle. Für einen „guten Zustand“ dürfte die Berkel laut Wasserrahmenrichtlinie mit maximal 11 mg/l Nitrat belastet sein. Dieser Wert wird an vielen Stellen um ein Vielfaches überschritten. Als Hauptgründe nennt der Verein die unter Preisdruck stehende konventionelle Landwirtschaft. Er fordert eine Ausweitung des ökologischen Landbaus, um der Nitratbelastung entgegenzuwirken.

## Galerie

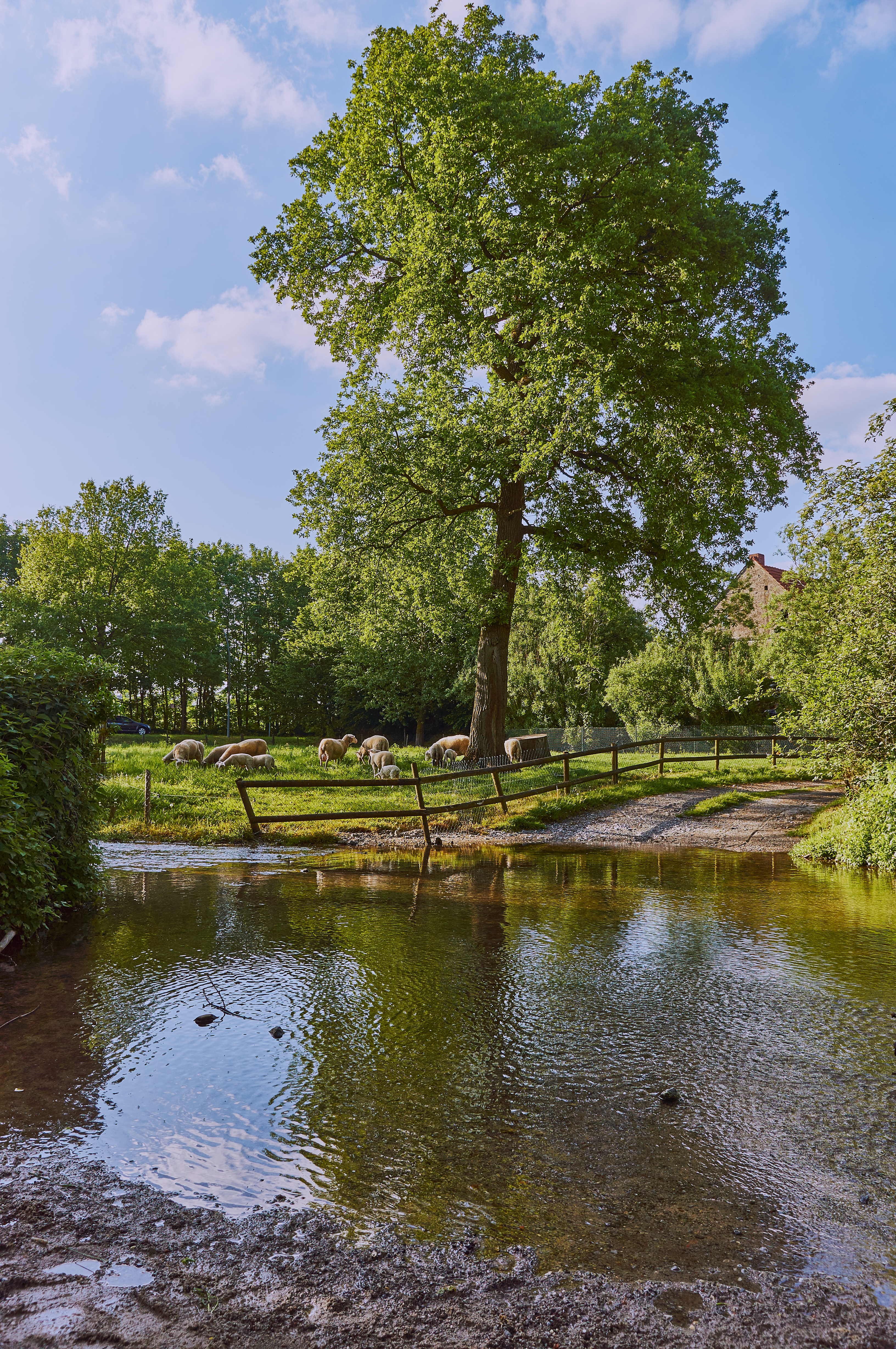
Alte Berkelfurt am Oberlauf in Billerbeck
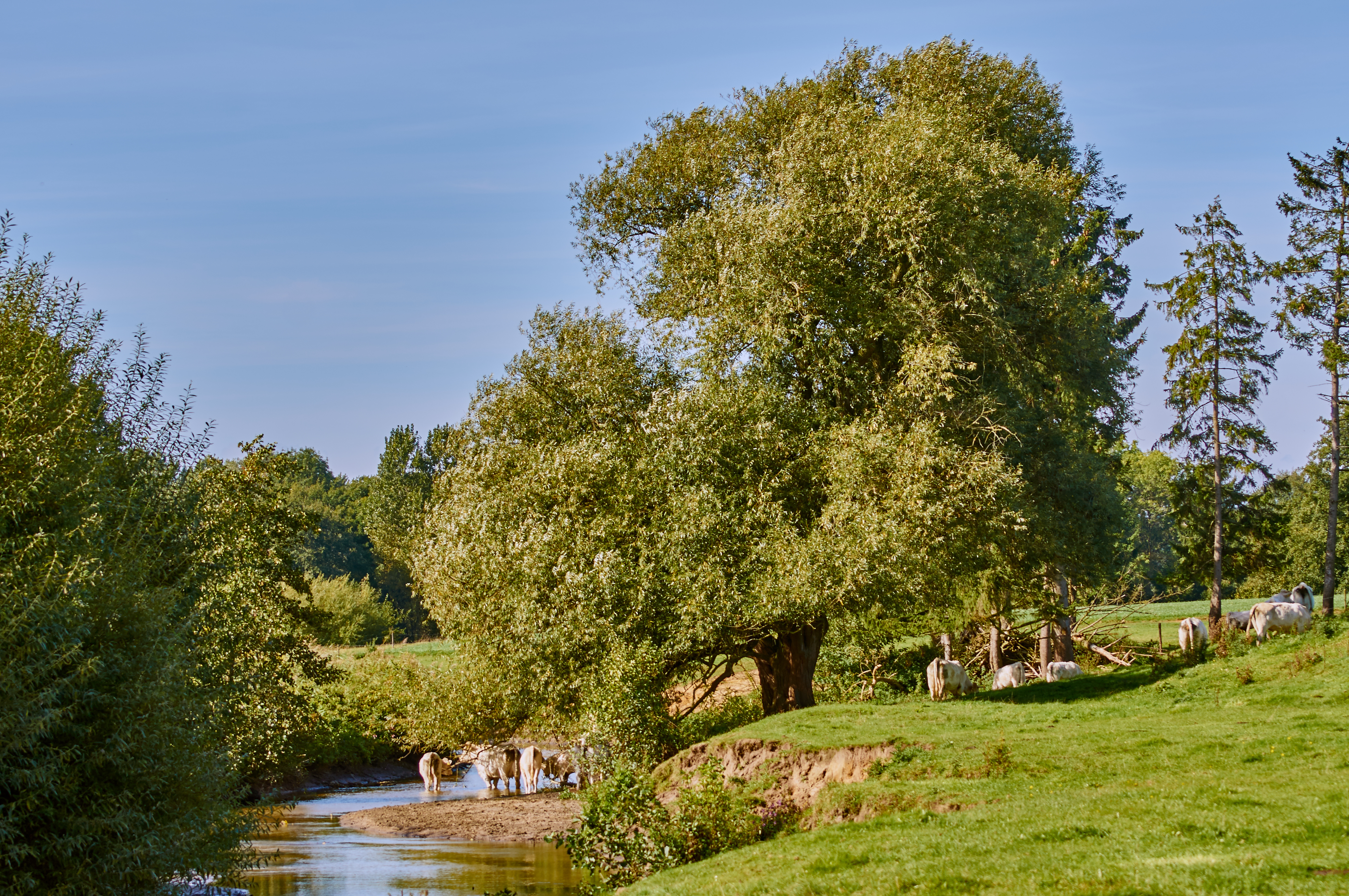
Berkelaue zwischen Coesfeld und Gescher
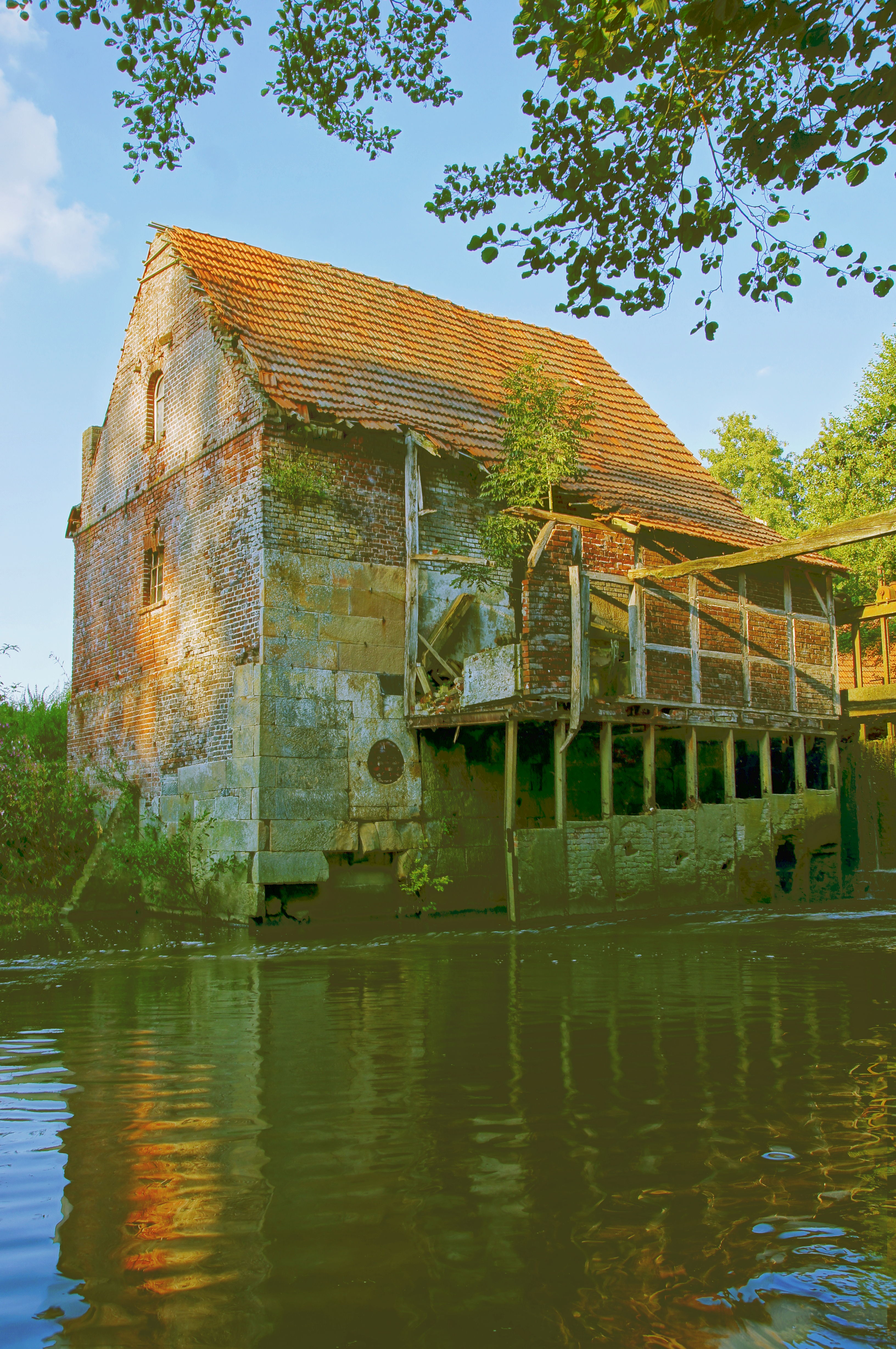
Egberdings Mühle bei Gescher
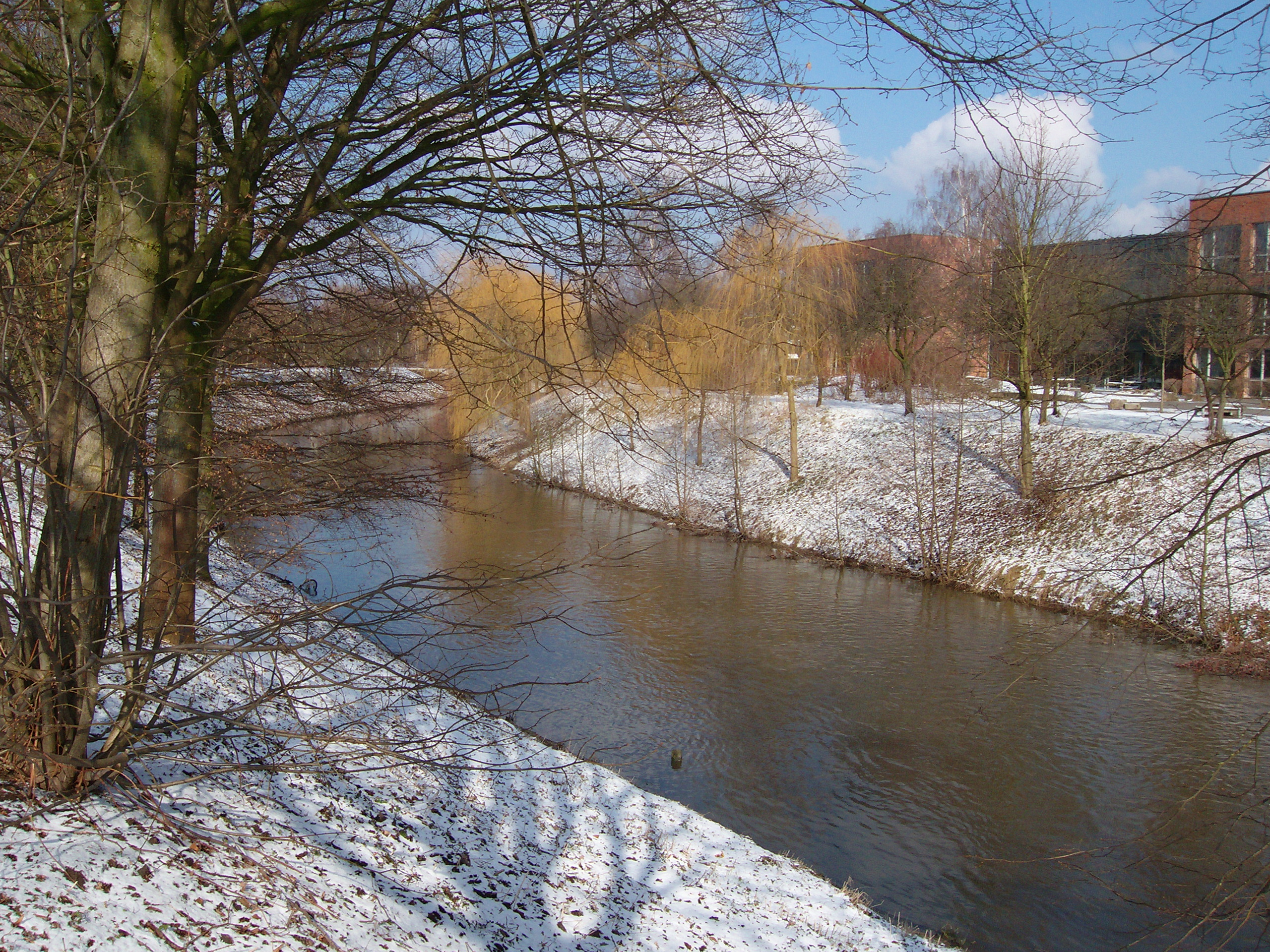
Die Berkel bei Vreden
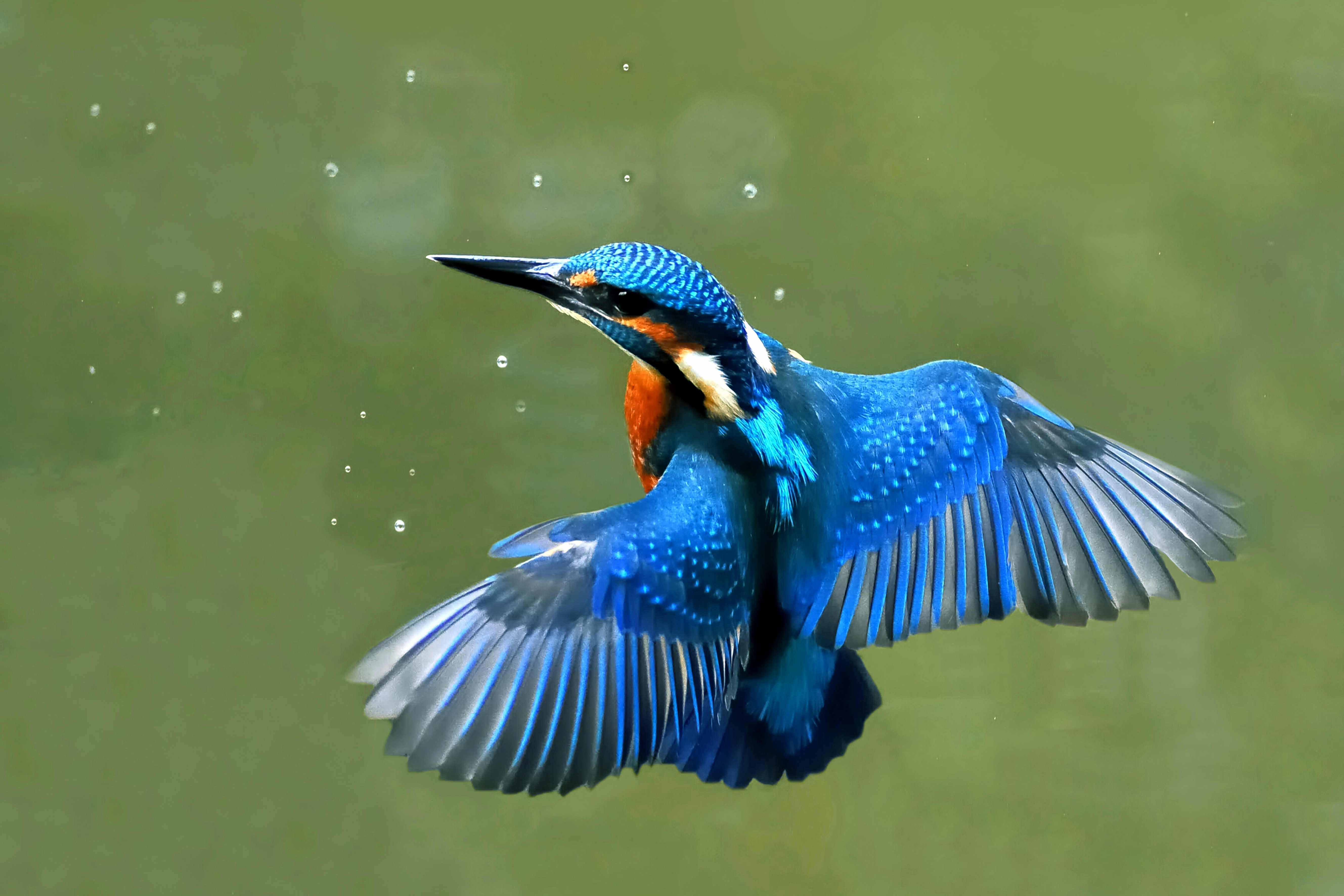
Eisvogel in der Berkelaue bei Vreden
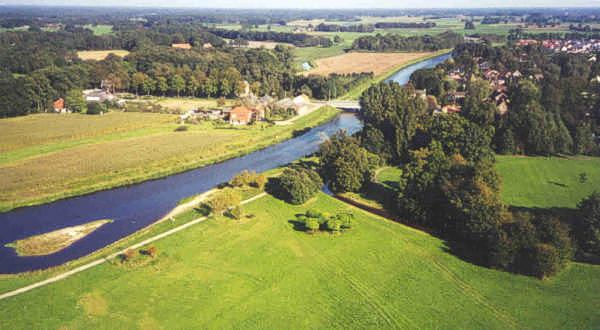
Berkel bei Eibergen
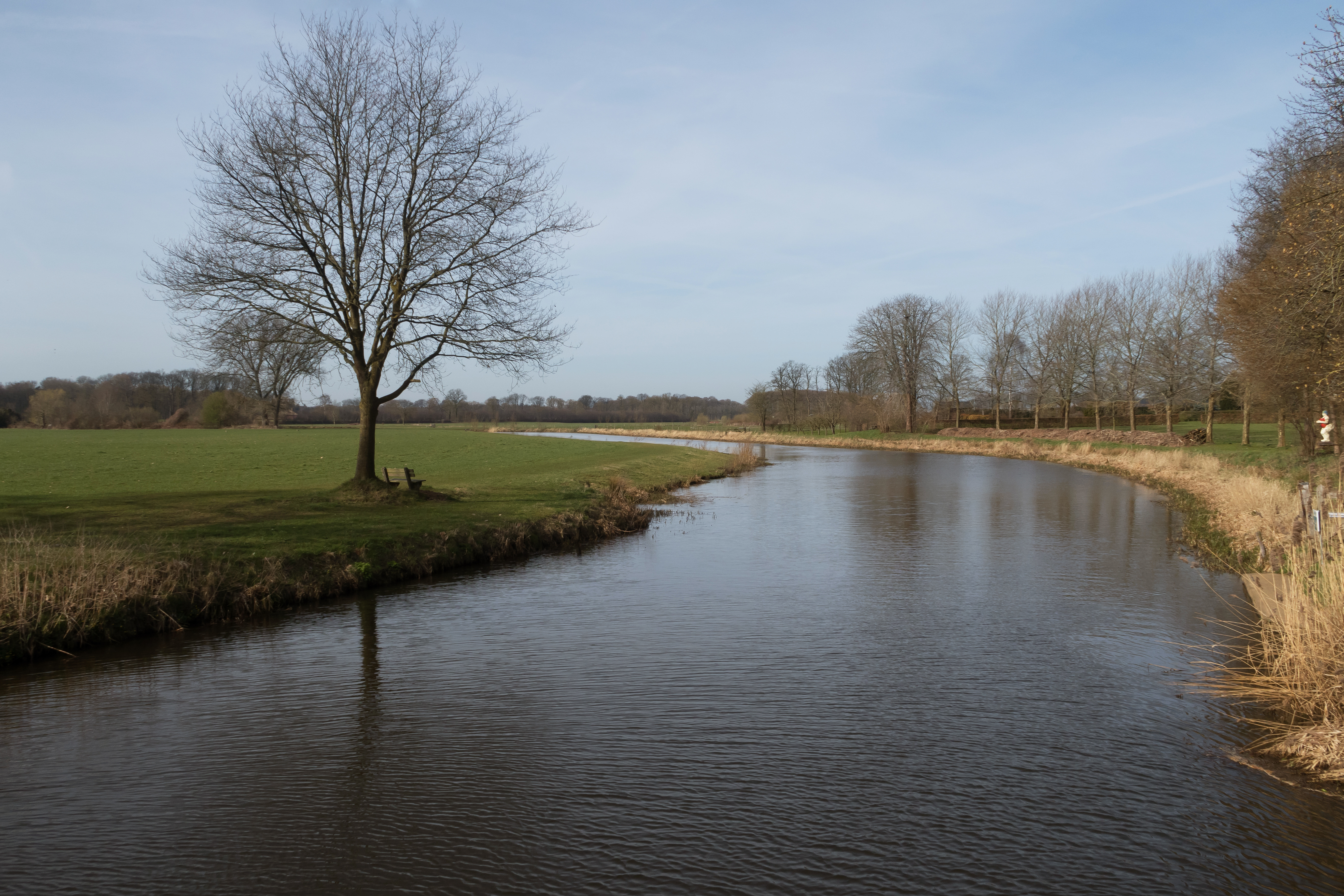
Die Berkel bei Almen
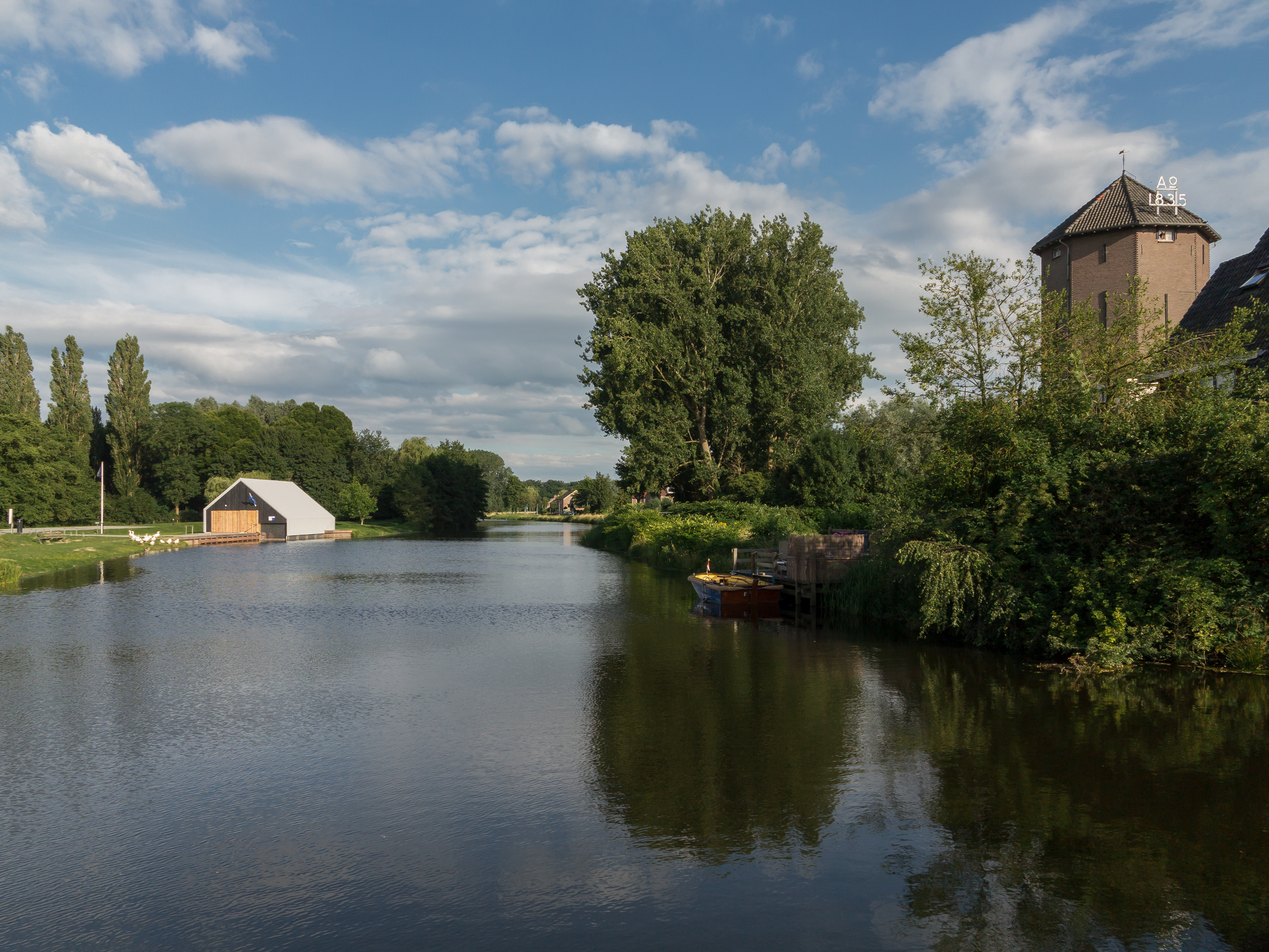
Die Berkel in Lochem

## Filme
- Die Berkel. Ein Film von Anna Schlottbohm und Willem Kootstra, DVD des LWL-Medienzentrums für Westfalen mit Begleitheft, 2017.